# 173 (číslo)
Sto sedmdesát tři je přirozené číslo, které následuje po čísle sto sedmdedesát dva a předchází číslu sto sedmdesát čtyři. Římskými číslicemi se zapisuje CLXXIII.

## Chemie
- 173 je nukleonové číslo třetího nejběžnějšího izotopu ytterbia.[1]

## Matematika
- třicáté prvočíslo
- prvočíslo Sophie Germainové
- nešťastné číslo
- nepříznivé číslo
- součet dvou druhých mocnin (22 + 132) a tří po sobě jdoucích prvočísel: 53 + 59 + 61

## Doprava
- Silnice II/173 je česká silnice II. třídy vedoucí na trase II/174 – Blatná peáž s I/20 Sedlice – Radomyšl – Strakonice[2]

## Astronomie
- 173 Ino je planetka hlavního pásu.

## Roky
- 173
- 173 př. n. l.